# Mycosphaerella fimbriata
Mycosphaerella fimbriata är en svampart som beskrevs av Crous & Summerell 2007. Mycosphaerella fimbriata ingår i släktet Mycosphaerella och familjen Mycosphaerellaceae.   Inga underarter finns listade i Catalogue of Life.